# Regione di Koprivnica e Križevci
La regione di Koprivnica e Križevci (croato: Koprivničko-križevačka županija) è una regione della Croazia settentrionale. Essa è situata a nordest di Zagabria e confina con l'Ungheria; capoluogo della Regione è Koprivnica.

## Città e comuni
La Regione di Koprivnica e Križevci è divisa in 3 città e 22 comuni, qui sotto elencati (fra parentesi il dato relativo al censimento della popolazione del 2001).

### Città
| Città      | Ab.    |
| ---------- | ------ |
| Đurđevac   | 8.862  |
| Koprivnica | 30.994 |
| Križevci   | 22.324 |

### Comuni
| Comune               | Ab.   |
| -------------------- | ----- |
| Drnje                | 2.156 |
| Đelekovec            | 1.824 |
| Ferdinandovac        | 2.107 |
| Gola                 | 2.760 |
| Gornja Rijeka        | 2.035 |
| Hlebine              | 1.470 |
| Kalinovac            | 1.725 |
| Kalnik               | 1.611 |
| Kloštar Podravski    | 3.603 |
| Koprivnički Bregi    | 2.549 |
| Koprivnički Ivanec   | 2.361 |
| Legrad               | 2.764 |
| Molve                | 2.379 |
| Novigrad Podravski   | 3.161 |
| Novo Virje           | 1.412 |
| Peteranec            | 2.848 |
| Podravske Sesvete    | 1.778 |
| Rasinja              | 3.818 |
| Sokolovac            | 3.964 |
| Sveti Ivan Žabno     | 5.628 |
| Sveti Petar Orehovec | 5.137 |
| Virje                | 5.197 |